# Sempervivum wulfenii
Sempervivum wulfenii (укр. Семпервівум вульфені, Молодило Вульфена) — сукулентна рослина роду Молодило (Sempervivum) з родини товстолистих (Crassulaceae).

## Назва
Цей вид молодила названий на честь австрійського єзуїта, ботаніка і мінералога Франца Ксавера фон Вульфена (нім. Franz Xaver von Wulfen).

## Загальна біоморфологічна характеристика

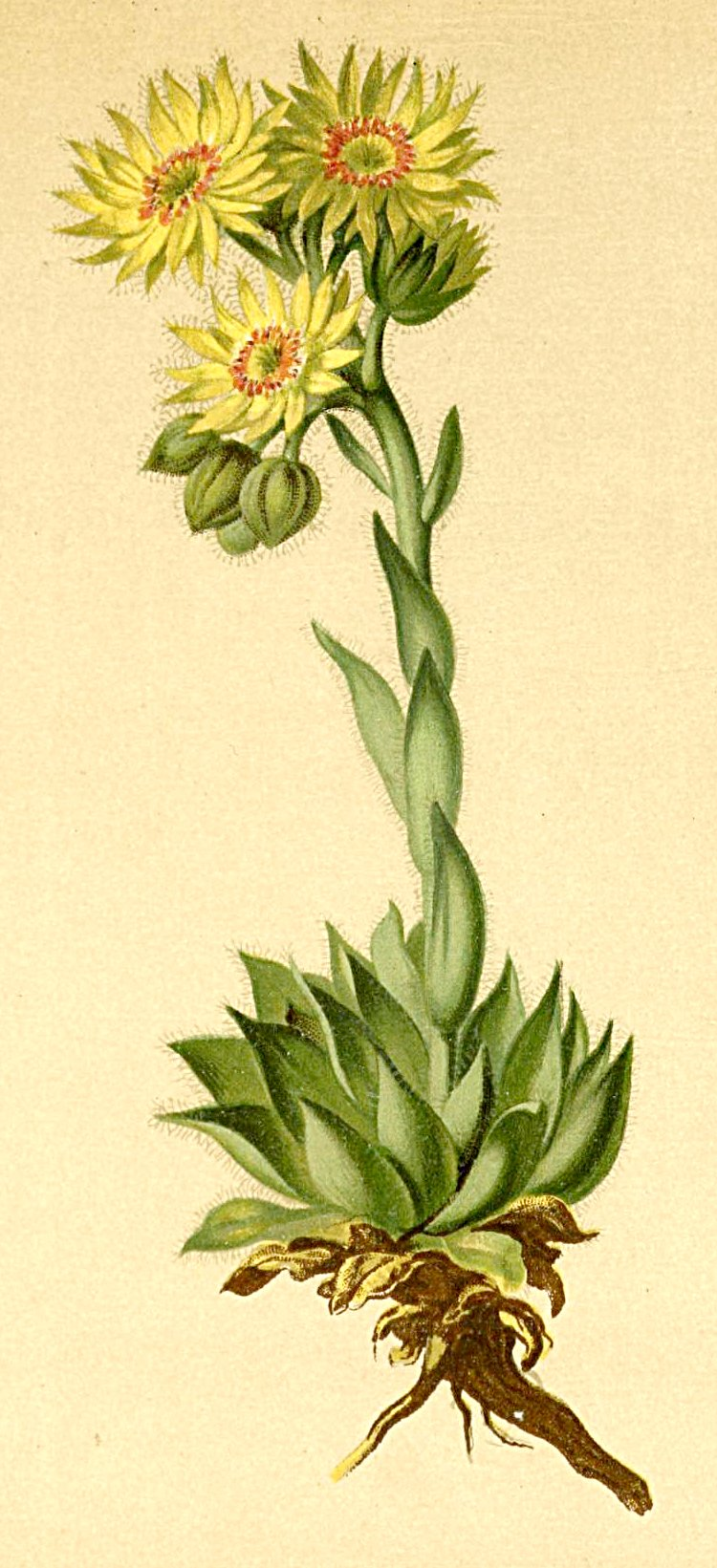
Sempervivum wulfenii у виданні «Atlas der Alpenflora» Антона Хартінгера 1882 року

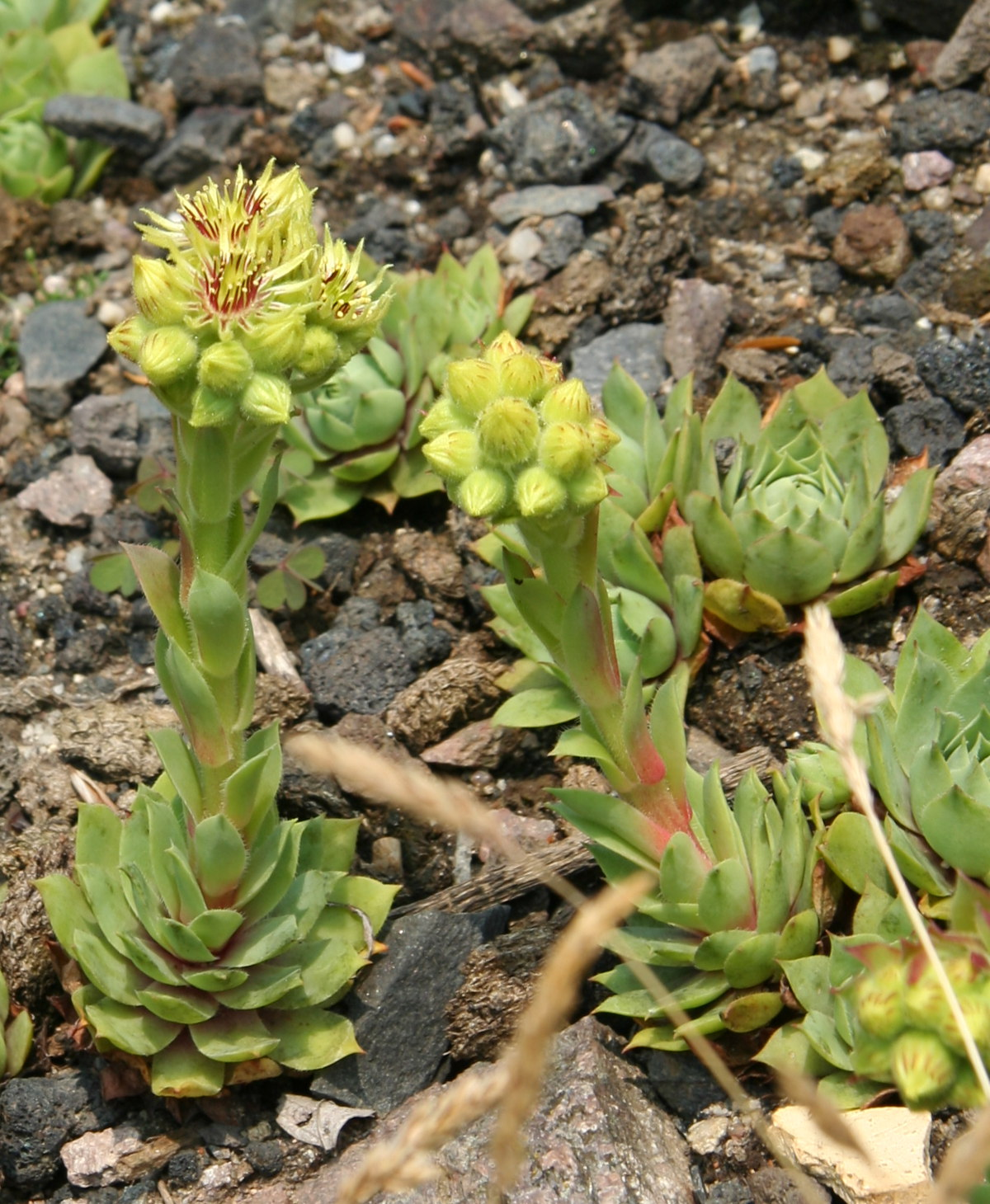
Культивар Sempervivum wulfenii під час цвітіння

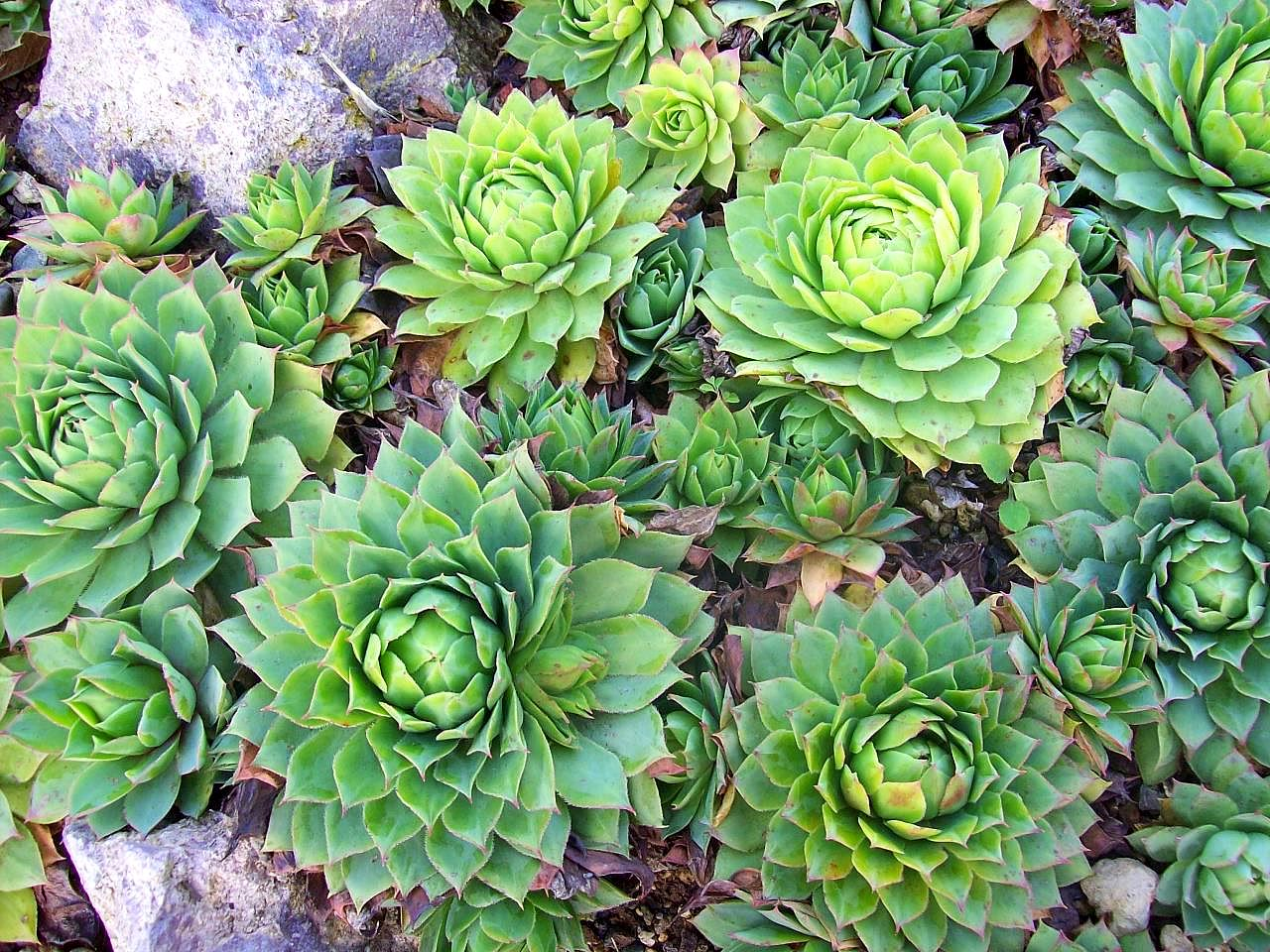
Sempervivum wulfenii Гейдельберзькому ботанічному саду

Кущистий багаторічник з прямостоячими стеблами 15–25 см заввишки, який утворює густі дерновинки з монокарпічних розеток. Столони, що несуть дочірні розетки, довгі і жорсткі. Листові розетки діаметром 4–7 см, сірувато-зеленого кольору. Листки зелені, часто з червонуватою основою, блискучі, подовженолопатчаті, 2–3 см завдовжки, гладкі, облямовані, звужені на кінці і з дрібними залозистими ворсинками по краях. Листя на квітконосному стеблі ланцетні, загострені, з м'яким залозистим запушенням з обох сторін. Квітки діаметром 3,5 см, зібрані в щільний щиток і розпускаються в самий розпал літа. Чашечка утворена червонуватими чашолистками, а віночок складається з 10–20 подовжених лінійно-ланцетних золотисто-жовтих пелюсток з пурпурною плямою при основі. Плоди — фолікули, що містять кілька крихітних насінин.

## Поширення
Ендемік східних схилів Альп. Росте в австрійській Штирії, в Словенії, Боснії, Хорватії, Македонії, Чорногорії, Сербії та Швейцарії. В Італії зрідка зустрічається в Карнацьких, Трентинських, Альтоатезинських або Вальсезіанських Альпах, на висоті від 1500 до 2600 м над рівнем моря. Зустрічається на скелях, як правило, не вапнякових.

## Гібриди
Легко утворює гібриди в культурі та у природі з молодилом гірським (Sempervivum montanum) і молодилом павутинним (Sempervivum arachnoideum). Гібрид з останнім — Sempervivum x roseum — більше схожий на Sempervivum wulfenii, але розетки дрібніші и верхівки листя с пучками шерстистих волосків.

## Утримання в культурі
Добре росте в збагаченому кремнієм кам'янистому ґрунті, на яскравому сонці. Частка піску або кременистого щебеню — аж до 50%. В період росту — полив рясний, восени і взимку — помірний. Витривала рослина, не боїться морозів, тому з успіхом вирощується на відкритому повітрі, як в горщиках, так і просто в ґрунті, на кам'яних огорожах або в рокаріях. Стійкий до низьких температур до −20 °С і нижче.
Розмножується дочірніми розетками, що утворюються на столонах в основі рослини.